# Фастенко Юрій Петрович
Ю́рій Петро́вич Фасте́нко (22 квітня 1926, Кам'янець-Подільський—листопад 2020)—український художник, майстер станкового та монументально-декоративного живопису, станкової графіки. Член Національної спілки художників України.
Закінчив Сімферопольське художнє училище. Помер в 2020 році у віці 94 років.

## Твори
- «Рік 1920-й».
- «В засланні».
- Ліногравюри «В неволю злую», «Думи».
- Мозаїчне панно «Севастополь».